# Vũ trung tùy bút
Vũ trung tùy bút (chữ Hán: 雨中隨筆, nghĩa là Tùy bút trong mưa) của danh sĩ Phạm Đình Hổ (1768-1839) là một tập truyện bằng chữ Hán, theo thể loại ký nổi tiếng tại Việt Nam.

## Giới thiệu sơ lược
Vũ trung tùy bút, hiểu theo nghĩa tùy theo ngọn bút viết trong khi mưa, được viết khoảng thời Lê mạt Nguyễn sơ, ghi lại nhiều sự việc xảy ra vào cuối đời Lê và đời Tây Sơn.
Tuy Phạm Đình Hổ gọi tác phẩm của mình là tùy bút, nhưng nó không phải được viết theo lối tùy bút bây giờ, mà với nghĩa nôm na là "muốn viết cái gì thì viết, không cần hệ thống, kết cấu và mạch lạc". 
Và trong 90 (tính luôn bài Tự thuật) truyện dài ngắn, không được tác giả sắp xếp theo thể loại; theo Dương Quảng Hàm có thể phân ra làm bảy loại sau:
- Tiểu truyện các bậc danh nhân: Phạm Ngũ Lão, Lý Đạo Tái, Truyện vua Lê Lợi, Đoàn Thượng,...
- Ghi chép các cuộc du lãm, những nơi thắng cảnh: Cảnh chùa Sơn Tây, Đền Đế Thích,...
- Ghi chép các việc xảy ra ở cuối đời Lê: Chuyện cũ trong phủ chúa Trịnh, Cuộc bình văn trong nhà Giám,...
- Khảo cứu về duyên cách, địa lý: Thay đổi địa danh, Xứ Hải Dương, Xứ Đường An, Tên làng Châu Khê,...
- Khảo về phong tục: Hoa thảo, Cách uống chè, Nón đội, Mẹo lừa, Trộm cắp, Thần trẻ con, Tệ tục, Thần hổ,...
- Khảo về học thuật: Học thuật, Lối chữ viết, Bàn về âm nhạc, Các thể văn,...
- Khảo về lễ nghi: Lễ tế giao, Lễ nhà miếu, Lễ sách phong,...
- Khảo cứu về điển lệ: Khoa cử, Phép thi, Quan chức,...[2]

Trong Lời Bạt viết năm 1989, Nguyễn Lộc chỉ phân ra làm bốn loại, đó là:
- Ghi chép những việc xảy ra trong xã hội lúc bấy giờ, từ việc trong phủ chúa
- Bàn về các thứ: lễ, tệ tục, thi cử, phong tục, âm nhạc, chữ viết.
- viết về các nhân vật lịch sử, di tích lịch sử.
- Một số sự việc linh tinh khác[3].

Trong Từ điển Văn học (bộ mới) xuất bản năm 2004, Nguyễn Phương Chi, cũng phân ra bốn loại, nhưng khác hơn trên, đó là: 
- Một, phần lớn sách dành cho các bài nghiên cứu phong tục và các biến thiên của nó qua các thời đại. Ở phần này, tác giả phê phán việc thờ cúng nhảm nhí, cũng như nhiều hủ tục cưới xin, ma chay, đình đám khác.
- Hai, một số mẩu ký sự hồi ức, cố sự, trực tiếp phản ánh sinh hoạt xã hội nhiều rối ren, biến động ở xã hội Đàng Ngoài thời Lê mạt.
- Ba, một số truyện miêu tả và thưởng ngoạn thiên nhiên với con mắt nhà nghệ sĩ. Và qua đó, tác giả gửi gắm những tình cảm sâu nặng đối với quê hương.
- Bốn, một số bài dành để phân tích một số hiện tượng, đặc điểm cùng sự phát triển của các thể tài văn học Việt Nam[4].

## Đánh giá
Trong Từ điển Văn học (bộ mới) Nguyễn Phương Chi nhận xét rằng dẫu những nhìn nhận, suy nghĩ, chiêm nghiệm của ông ở một vài chỗ còn có phần thiên lệch, bảo thủ; song nhìn chung tác phẩm đã ghi lại được những hình ảnh chân thực của đoạn đường lịch sử với nhiều biến động xã hội và chính trị phức tạp... Cùng với Hoàng Lê nhất thống chí, Thượng kinh ký sự; Vũ Trung tùy bút là thiên ký tiêu biểu xuất sắc của mảng văn xuôi giàu tính hiện thực của văn học Việt Nam thế kỷ 18....
Thêm nữa, theo Nguyễn Lộc, những tư liệu chứa trong Vũ Trung tùy bút đều rất cần thiết cho những người viết tiểu thuyết lịch sử, dựng phim, nghiên cứu sử, dân tộc học, xã hội học... Điều cần nói nữa, đó là những nội dung ấy bao giờ ông trình bày cũng giản dị, sinh động và hấp dẫn. Và rải rác trong hầu hết các truyện, Phạm Đình Hổ đều gửi gắm những nỗi niềm tâm sự, những suy nghĩ của ông về cuộc đời, về thế thái nhân tình...